# Lycianthes barbatula
Lycianthes barbatula là loài thực vật có hoa trong họ Cà. Loài này được Standl. & Steyerm. mô tả khoa học đầu tiên năm 1947.